# ドイッチュラント (客船・初代)
ドイッチュラント（独: SS Deutschland）は、1866年にCaird & Co.によってスコットランドで建造された客船。所有は北ドイツ・ロイド社である。

## 遭難
1875年12月6日05:00、ブリケンシュタイン船長の下、航海をしていたドイッチュラントは、ブリザードに見舞われ、テムズ川河口付近の砂州に乗り上げてしまった。
ブリザードという環境の中で長時間放置された乗客は、低体温症となり、翌12月7日、リヴァプールから援護のタグボートが駆けつけたが、157人の乗客・乗務員が死亡するという大惨事となった。
この事故を受け、聖職者であったジェラード・マンリ・ホプキンスは「ドイッチュラントの遭難」という詩を執筆した。また、一部のドイツ・フランス人の尼のグループも、この事故の犠牲者を慰霊した。